# Joaquim Fons i Pont
Joaquim Fons i Pont (Barcelona, 24 de juliol de 1905 - Barcelona, 23 d'agost de 1991) va ser un empresari català que va formar part de la resistència clandestina.
Fill d'una família barcelonina benestant va cursar estudis a La Salle de la Bonanova.
El 1922 es va inscriure al Centre Excursionista Avant i es va matricular a les Escoles Mercantils del CADCI. Aquest mateix any va assistir a la Conferència Nacional Catalana celebrada el mes de juny, d'on va sorgir Estat Català.
Durant la dictadura de Primo de Rivera va ingressar a la Societat d'Estudis Militars (SEM) i, posteriorment, el 1926 a ORMICA, l'organització creada per Josep Maria Batista i Roca.
Tres anys més tard va entrar a treballar a la Companyia General del Suro i per qüestions laborals es trasllada a Algèria. Un cop retornat, va ser un dels fundadors de Palestra i el secretari de la Germanor de Guies Excursionistes.
Va participar en la proclamació de la República Catalana, i prengué part, conduint un camió, en la recollida d'armes del sometent del Vallès Oriental a fi i efecte de neutralitzar les seves possibles actituds de defensa de la monarquia espanyola. L'any 1931 retorna a Algèria dees d'on viatja sovint a França. Un cop acabada la Guerra Civil, tot i la seva ideologia antifranquista i antiespanylista va acceptar ser vicecònsol a Bugia (Algèria). Des d'aquest càrrec va ajudar a refugiats bascs i catalans.
L'any 1975 va participar en les trobades als Caputxins de la Diagonal per redactar les estatuts de l'Assemblea de Catalunya. El mateix any plegà tots els seus afers a l'Àfrica del Nord i començà les gestions per crear una societat financera destinada a recollir cabals destinats a l'alliberament de Catalunya. A través de la societat anònima CADEU (Catalans d'Europa) creà la Fundació Catalunya amb la missió de defensar els drets col·lectius i individuals dels catalans.
A partir de la II Conferència del Consell Nacional Català (CNC) a Avinyó (maig de 1969) establí lligams més estrets amb Batista i va participar en els Aplecs de Pau i Treva de Toluges. Quan se celebrà la IV Conferència Nacional del CNC al Centre de Lectura de Reus (20-21 de maig de 1978), en Fons hi participà amb la ponència 'El futur dels Països Catalans a Europa'.
La seva biografia ha estat recollida a l'obra La Catalunya resistent. Allò que la transició ens ha negat de Robert Surroca i Tallaferro. Pagès editors (Lleida).